# Distribució de Maxwell-Boltzmann
En estadística, la distribució de Maxwell-Boltzmann és una particular distribució de probabilitat, que rep el nom de James Clerk Maxwell i Ludwig Boltzmann.
Es defineix i s'utilitza en física (en particular en la mecànica estadística) per a la descripció de les velocitats de les partícules en els gasos ideals, on les partícules es mouen lliurement dins d'un contenidor estacionari sense interactuar entre si, llevat de molt breus col·lisions en què s'intercanvia l'energia i el moment entre elles o amb el seu entorn tèrmic. Les partícules en aquest context es refereixen a partícules gasoses (àtoms o molècules), i se suposa que el sistema de partícules ha assolit l'equilibri termodinàmic.
Mentre que la distribució es va obtenir per primera vegada per Maxwell en 1860 per raons heurístiques, Boltzmann, més tard, va portar a terme importants investigacions sobre els orígens físics d'aquesta distribució.

## Funció de distribució
Per un sistema amb un gran nombre de partícules idèntiques no interactuants i no relativistes en equilibri termodinàmic, la fracció d'elles en un element infinitessimal a l'espai de velocitats tridimensional {\displaystyle dv^{3}} ve donada per l'expressió:
{\textstyle f(v)dv^{3}=\left({\frac {m}{2\pi kT}}\right)^{3/2}e^{-{\frac {mv^{2}}{2kT}}}dv^{3}},
on {\displaystyle m} és la massa de la partícula, {\displaystyle k} és la constant de Boltzmann i {\displaystyle T} és la temperatura termodinàmica.